# Ocotea racemifolia
Ocotea racemifolia  es una especie de planta en la familia Lauraceae. Es un árbol endémico de Guatemala que fue únicamente registrado en el departamento de Alta Verapaz. Crece en bosque alto, y puede alcanzar una altura de 16 m.